# Peter Gregorčič
Peter Gregorčič, slovenski fizik, politični analitik, * 1980, Ljubljana.

## Izobrazba
Gregorčič je diplomiral iz fizike na Fakulteti za matematiko in fiziko v Ljubljani z diplomsko nalogo Merjenje dinamike optično povzročenega mehurčka v vodi z lasersko sondo. Na isti fakulteti je leta 2012 tudi doktoriral z disertacijo Brezdotično opazovanje optodinamskih pojavov.

## Profesorska kariera
Zaposlen je na Fakulteti za strojništvo Univerze v Ljubljani, kjer kot izredni profesor predava o laserskih tehnikah, vodil je tudi raziskovalne projekte, ki preučujejo in izkoriščajo prednosti laserskih mikro- in nanoobdelav za funkcionalizacijo površin. Nekaj časa je bil tudi gostujoči profesor na Rühr-Universität Bochum v Nemčiji.

## Delovanje v medijih

### Faktor
Peter Gregorčič je od leta 2019 do 2022 kot gostujoči komentator (3. in 6. sezona) oz. stalni komentator (4. in 5. sezona) sodeloval v oddaji Faktor na TV3, kjer je komentiral aktualno politično dogajanje v Sloveniji.

### Ura moči
Leta 2021 se je pridružil ekipi takrat nove oddaje Ura moči, ki jo vodi Bojan Požar, v kateri je kot stalni komentator komentiral politično dogajanje.

### Programski svet RTV
16. februarja 2022 ga je Programski svet RTV Slovenija na ustanovni seji izvolil za predsednika za mandatno obdobje 2022–2026. V mandatu je bil deležen številnih kritik s strani takratnih opozicijskih strank, Sindikata novinarjev ter zaposlenih na mediju. 
Ob nastopu nove, 15. slovenske vlade, je bil kritičen do namer koalicije glede novega Zakona o Radioteleviziji Slovenija:
Političnega prevzema programskega sveta sam ne vidim, me pa resnično skrbi, da se bo zgodil, kot ste napovedali, s spremembo zakona, vendar to ni v rokah programskega sveta.
Kot eden od 28 organizatorjev je kot fizična oseba sodeloval pri Referendumu o zakonu o RTV, kjer je zagovarjal stališča proti novemu zakonu.
Ob razglasitvi izidov referenduma, na katerem je preko 60 odstotkov volivcev podprlo novi zakon, je Gregorčič skupaj s pravnim strokovnjakom Matejem Avbljem decembra 2022 na ustavno sodišče vložil pobudo za oceno ustavnosti zakona. Ministrica za kulturo Asta Vrečko je vloženo pobudo označila za zavlačevanje. Ustavno sodišče je v februarju 2023 zadržalo novi zakon, a maja 2023 zadržanje odpravilo. Avbelj in Gregorčič sta zaradi te odločitve vložila še tožbo na Evropsko sodišče za človekove pravice, ki pa je pritožbo oktobra 2023 zavrnilo.
Z odpravo zadržanja novele zakona o RTV se je konstituiral tudi nov Programski svet. Gregorčiča je na funkciji predsednika sveta zamenjal Goran Forbici, svet v novi sestavi je začel delovati 5. junija 2023.

### Ura resnice
Od februarja 2025 znova deluje kot politični komentator, redno sodeluje v oddaji Ura resnice, ki jo izdaja spletni medij Info360. Prav tako redno komentira družbeno-politično dogajanje v oddaji 24UR zvečer na POP TV.

## Politika

### Evropske volitve 2024
Podal se je tudi v politiko. 13. novembra 2023 ga je Slovenska ljudska stranka potrdila za nosilca liste na evropskih volitvah 2024. Med kampanjo ga je 18. maja na javni prireditvi napadel neznanec, Gregorčič je izjavil, da ne bo vložil kazenske ovadbe.
Na volitvah 9. junija je stranka za las zgrešila preboj v Evropski parlament. Peter Gregorčič je dobil 32.251 preferenčnih glasov, s čimer se je uvrstil na četrto mesto po številu teh glasov.